# سیارک ۲۲۵۵۵
سیارک ۲۲۵۵۵ (به انگلیسی: 22555 Joevellone، نامگذاری:1998FU118) بیست و دو هزار و پانصد و پنجاه و پنجمین سیارک کشف شده‌است که در ۳۱ مارس ۱۹۹۸ کشف شد.
قدر مطلق سیارک برابر ۱۴.۱ است.